# Jeremias (arrondissement)

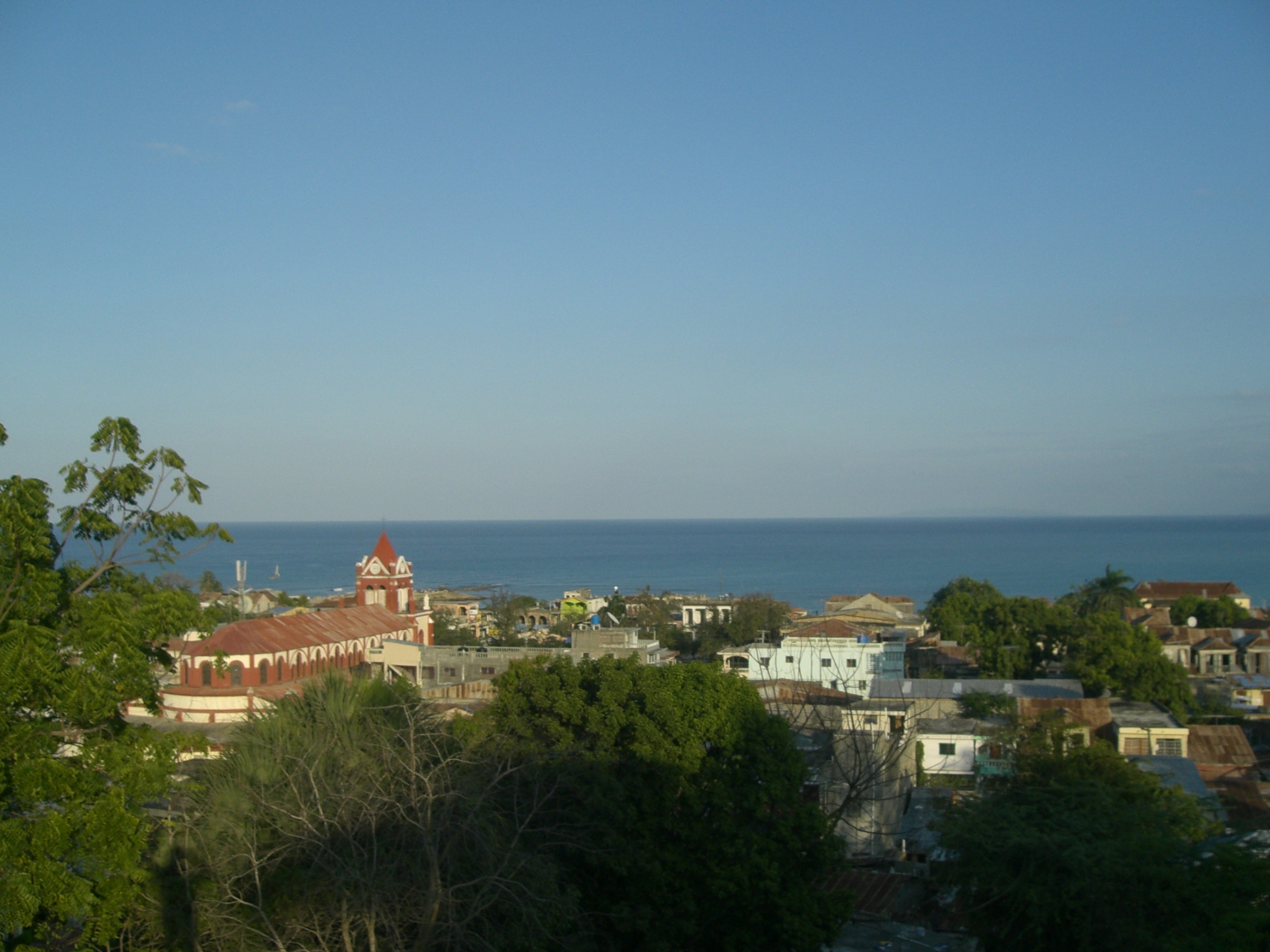
⠀⠀⠀⠀⠀⠀

Jeremias (em francês:  Jérémie; em crioulo haitiano:  Jeremi) é um arrondissement do Haiti, situado no departamento do Grande Enseada. De acordo com o censo de 2003, Jeremias tem uma população total de 170408 habitantes.

## Comunas
O arrondissement de Jeremias é composto por 5 comunas.
- Abricots
- Trou-Bonbon
- Chambellan
- Jérémie
- Moron